# Via ferrata
Железният път (на италиански: via ferrata, мн.ч. vie ferrate), срещано и като Пътят на желязото (via ferra), е система от метални въжета, въжени мостове, стълби и парапети, която позволява преодоляването на труднодостъпни скални терени.
Този тип спортни съоръжения са подходящи за всички любители на планината, желаещи да опитат удоволствието от скалното катерене, без да имат специална подготовка. Изграждат се на лесни за достигане терени и в близост до населено място и обикновено ползването на изградените маршрути е безплатно.
Изградени са маршрути във Франция, Германия, Италия, Австрия, Словения, Испания, и на други места по света, в това число и в България - в Рила, Родопи и Стара планина.